# パンの赤ちゃん
『パンの赤ちゃん』（パンのあかちゃん、英題: BABIES OF BREAD）は、CHOCOLATE Inc.が制作した、日本の3DCGアニメ。

## 概要
CHOCOLATE Inc.が、自社企画・制作のオリジナル短編アニメーション「パンの赤ちゃん」を自社公式YouTubeチャンネルおよび作品公式Xにて公開することを2024年11月1日に発表した。主人公のクリームパン役には、無類のパン好きとして知られる声優の花澤香菜を起用。
2024年12月6日に本編が公開された。

## あらすじ
とある街の小さなパン屋。店主はいつものようにパンをこね、生地を寝かせ、仕事を終えて退出する。その夜、無人の店内に泥棒が侵入し、レジをピッキングしていた。冷蔵庫で寝ていたクリームパンの生地たち＝パンの“赤ちゃん”たちが異変に気付いて目を覚まし泣き出してしまう。さらに泥棒に見つかってしまい「パンの赤ちゃん」たちは、危機を迎える。
クリームパンのほか、フランスパン、ドーナツ、クロワッサンなど個性豊かなキャラクターたちが登場。

## キャスト
- クリームパンの赤ちゃん1／店主：花澤香菜[4]
- クリームパンの赤ちゃん2：小倉唯[4]
- クリームパンの赤ちゃん3：上村祐翔[4]
- クリームパンの赤ちゃん4：大空直美[4]
- ドーナツの⾚ちゃん：田辺智加（ぼる塾）[4]
- フランスパンの⾚ちゃん：こやまたくや（ヤバイTシャツ屋さん）[4]
- クロワッサンの⾚ちゃん：山田孝之[4]
- 猫：コウメ太夫[4]
- 泥棒：岩崎裕介[4]

## スタッフ
- 企画・脚本・キャラクター原案・監督：市川晴華[4]
- キャラクターデザイン：R!k![4]
- 演出：市川晴華[4]
- CGディレクター：持田寛太[4]
- リギングアーティスト：持田寛太[2]、ヤマダダイキ[2]
- キャラクターモデリング：持田寛太[2]
- モデリング・CGアニメーター：持田寛太[4][2]、窪田慎[4][2]、ヤマダダイキ[4][2]
- CG ジュニアアニメーター：かなやまこもも[2]
- ライティングアーティスト：持田寛太[2]、かなやまこもも[2]
- ストーリースーパーバイザー：竹林亮[2]
- 脚本協力：徳山武昇[2]
- キャスティング協力：山中琴美[2]
- 編集：須田悠斗[2]
- コンセプトアーティスト：小林由太郎ホセ（WACHAJACK）[2]
- コンセプトアートプロデューサー：中塚南緒（WACHAJACK）[2]
- CG背景モデリング：高橋舞[2]、上山万波[2]、斎藤大輔[2]、早川瑛大（キューン・プラント）[2]
- 音楽：Takao Ogi[4]
- エンディング曲：Mashinomi[2]、Yohji Igarashi[2]
- 音響効果：緒方康恭[2]
- 録音：小西真之[2]
- 録音助手：髙木大樹[2]、林瑞稀[2]、高梨日菜[2]
- 音響制作：dugout[2]
- エンディングカメラマン：倉上穂[2]
- エンディング撮影チーフ：長沼千春[2]
- エンディング編集：須田悠斗[2]
- フードコーディネーター：永作真穂[2]
- 製作：栗林和明[2]
- アートディレクター：小阪紗季[2]
- 宣伝プロデュース：藤村香耶音[2]
- 宣伝プランニング：市川晴華[2]
- デザイナー：保坂夏汀[2]
- SNS：倉上穂[2]
- PR：坂本舞[2]
- 協力：世田谷パン祭り[2]
- Special thanks：高橋祐司[2]、渡邉磨哉[2]、辻本雄飛[2]
- アニメーションプロデューサー：野田楓子[4]、倉上穂[4]
- プロデューサー：藤村香耶音[4]

## テレビ放送
2024年12月10日、テレビ東京系「おはスタ」にて、監督の市川晴華が出演した「制作の裏側」密着取材が放送され、翌日12月11日に本編が放送された。さらにTVerでの1週間限定見逃し配信も実施されている。

## その他
- 本編の公開に先がけ、「世田谷パン祭り2024」（2024年11月2日〜11月3日）にて本作オリジナルのステッカーやポストカードが配布されている[7][8]。
- 2024年12月14日に開催された渋谷パイロットフィルムで本作が上映された[9]。